# Ficinia anceps
Ficinia anceps är en halvgräsart som beskrevs av Christian Gottfried Daniel Nees von Esenbeck. Ficinia anceps ingår i släktet Ficinia och familjen halvgräs. Inga underarter finns listade i Catalogue of Life.